# Emil Schiess
Emil Schiess (* 18. April 1894 in Trogen; † 8. November 1972 in Zihlschlacht; heimatberechtigt in Trogen) war ein Schweizer Pädagoge, Textilunternehmer und Kantonsrat aus dem Kanton Appenzell Ausserrhoden.

## Leben
Emil Schiess war der Sohn des Arnold Schiess und der Marina Hugener. Er ehelichte 1932 Julita Habisreutinger, Tochter des Adolf Habisreutinger. 
Schiess besuchte zunächst die Kantonsschule Trogen. 1915 erwarb er das Sekundarlehrerdiplom und 1919 den akademischen Titel des Doktors der Philosophie in Bern. Er war von 1916 bis 1920 als Sekundarlehrer in Samedan und St. Gallen tätig. Von 1922 bis 1937 amtierte er als Ratsschreiber des Kantons Appenzell Ausserrhoden. 1937 übernahm Schiess die Leitung des schwiegerväterlichen Textilunternehmens Habis Textil AG in Flawil, das er sukzessive erweiterte. Von 1930 bis 1934 war er Gemeinderat in Herisau und von 1939 bis 1945 in Flawil. Er wirkte in beiden Gemeinden auch als Schulpräsident. Schiess sass von 1945 bis 1948 für die Freisinnigen im Grossen Rat des Kantons St. Gallen. Mit Schenkungen ermöglichte er etwa den Bau des evangelischen Altersheims Flawil, Stiftungen für die Lehrerausbildung an der Kantonsschule Trogen und für bedürftige Primarschüler der Gemeinde Trogen. Schiess besass den militärischen Grad Oberst.